# Михаил Пантехни
Михаил Пантехни (на гръцки: Μιχαήλ Παντέχνης) е византийски лекар от края на XI и началото на XII век, ученик на охридския архиепископ Теофилакт и придворен лекар на император Алексий I Комнин.
Запазени са няколко писма на Теофилакт Охридски до Михаил Пантехни, от които става ясно, че Пантехни е бил един от учениците на архиепископа. В едно от тези писма, датирано след 1108 г., се съдържа и името на бащата на Михаил Пантехни – Йоан.
За Михаил Пантехни се споменава и в „Алексиада“ на Анна Комнина, която го посочва сред тримата лекари, полагали грижи за император Алексий I Комнин преди смъртта му. В този епизод Анна Комнина съобщава, че фамилното си име Михаил получил от семейството си. В едно от писмата си охридският архиепископ дава съвети на Пантехни във връзка с назначаването му за придворен лекар. От други източници става ясно, че Пантехни се е движил сред висшите социални и интелектуални кръгове на столицата.
Сред произведенията на Михаил Италик има надгробно слово за Михаил Пантехни, което Италик произнася по покана на колегите на Пантехни. Пред тях Италик съобщава, че бил написал и панегирик за покойника.